# Feggari kalokerino
 Feggari Kalokerino, Grécia no Festival Eurovisão da Canção 1981.
"Feggari Kalokerino" (Alfabeto grego: Φεγγάρι καλοκαιρινό, português  "Lua de Verão.") foi a canção que representou a Grécia no Festival Eurovisão da Canção 1981  O referido tinha letra de Yiannis Dimitras e  música e orquestração de Giorgos Niachros.
A canção grega foi a 17.ª a ser interpretada na noite do evento (depois da canção belga interpretada por Emly Starr e antes da cipriota cantada pela banda Island). No final da votação, terminou em 8.ª lugar (entre 20 países participantes) e recebeu 55 pontos.
A canção é uma balada, com Dimitras dizendo como a lua de verão o faz sentir. Ele garante, por exemplo que irá construir uma igreja para as crianças loucas por amor.Dimitras foi acompanhado ao piano pela atriz e pianista Sofia Houndra.